# Ghyslain Tremblay
Pour les articles homonymes, voir Tremblay.
Ghyslain Tremblay est un comédien québécois né à Jonquière (Saguenay) le 30 avril 1951 au Québec (Canada) et mort le 7 avril 2020 à Verdun (Montréal).

## Biographie
Ghyslain nait à Jonquière le 30 avril 1951, l'aîné d'une famille de cinq.
En 1970, il part pour Montréal étudier au Conservatoire. Son côté cabotin a l'art de plaire.
Son rôle de Pico dans l'émission Les 100 Tours de Centour lance sa carrière à la télévision en 1971.
En 1978, il coécrit et joue avec Jean-Pierre Bergeron la pièce de théâtre Vendredi soir.
Il surprend le public en jouant le rôle d'un conjoint violent dans la dramatique « L’amour qui tue » de la série Avec un grand A diffusée le 8 mars 1991.
Le 7 avril 2020, à l'âge de 68 ans, le comédien meurt à la suite d'une infection à la maladie Covid-19 à la maison L'Étincelle, une résidence de soins de Verdun. Il était atteint de la maladie d'Alzheimer depuis plusieurs années.

## Filmographie
- 1971 - 1972 : Les 100 tours de Centour (série télévisée) : Pico Coton
- 1974 - 1976 :  La Petite Patrie (série télévisée) : Jérôme
- 1977 : L'Âge de la machine
- 1979 - 1983 : Pop Citrouille (série télévisée) : rôles variés
- 1980 : Frédéric (série télévisée) : Benoît
- 1980 : Les Brillant : M. Lamy
- 1980 : Chiens chauds (Les Chiens chauds) : Butler
- 1981 : Les Plouffe : Frère Léopold
- 1983 : La Plante
- 1984 - 1988 : Le Parc des braves (série télévisée) : Pierre-Paul Courtemanche
- 1988 : Le Chemin de Damas de George Mihalka
- 1989 : Robin et Stella (série télévisée) : Jean-Maurice Talon
- 1990 : Pas de répit pour Mélanie : Gougoutte
- 1990 - 1993 : Cormoran (série télévisée) : Albérich Boulet
- 1991 : L'Amour qui tue, épisode 31 de la série québécoise L'Amour avec un grand A : André Viens
- 1992 : Montréal P.Q. (série télévisée) : Tom Brosseau
- 1993 - 1995 : Là tu parles! (série télévisée) : Laurent Guindon
- 1995 : La Petite Vie (série télévisée) saison 3, épisode 11 : Marco
- 1997 : Lapoisse et Jobard (série télévisée) : Jobard
- 1997 : La Vengeance de la femme en noir : conducteur du camion-citerne
- 1997 : Les Mille Merveilles de l'univers : Jacques
- 2000 : La Veuve de Saint-Pierre : Monsieur Chevassus
- 2003 : Père et Fils : chauffeur pick-up
- 2003 : Le Piège d'Issoudun de Micheline Lanctôt
- 2004 : Premier juillet, le film de Philippe Gagnon : M. Fortin
- 2004 : C'est pas moi, c'est l'autre d'Alain Zaloum
- 2005 : Idole instantanée d'Yves Desgagnés : Monsieur Dubé
- 2005 : Les Invincibles (série télévisée) : directeur Poulet
- 2006 - 2008 : Ramdam (série télévisée) : Gérald-Bertrand Legros

## Jeu télévisé
- 1989 - 1990 : Une paire d'as (avec Gaston L'Heureux)